# Parc de Pakila
Le parc de Pakila (en finnois : Pakilanpuisto) est un parc de Länsi-Pakila à Helsinki en Finlande,.

## Description
Le parc de Pakila a une superficie totale d'environ dix hectares. 
Le parc est une bande d'une centaine de mètres de large située au nord du Kehä I, de Niittyluhdantie à l'est jusqu'à Sysimiehentie. 
Le marais de conifères de Pakilanpuisto, qui fait partie du parc, est classé comme zone d'une valeur remarquable.
Le marais de conifères de Pakilanpuisto est une zone remarquablement luxuriante, où poussent des espèces de ronce et de baies mellifères menacées au niveau régional, ainsi qu'une grande variété d'autres arbres et plantes, notamment l'épicéa, le bouleau, le tremble, l'aulne blanc, l'aulne glutineux, le cerisier à grappes, l'érable, le saule à oreillettes, le cassissier, la bourdaine, la morelle douce-amère, la violette des marais, le renoncule flammette, le comaret des marais, scirpe des bois, l'agrostide stolonifère, le Carex globularis, la calamagrostis purpurea, la dryoptère dressée, l'athyrium fougère-femelle, l'épilobe des marais et la pyrole à feuilles rondes.
Dans les environs de Pakilanpuisto se trouvent, entre autres, l'église du Bon-Pasteur de Pakila, l'école primaire et le collège de Pakila.
Le nom Pakilanpuisto a été proposé le 18 juin 1959, et il a été confirmé le 4 avril 1979.

## Galerie

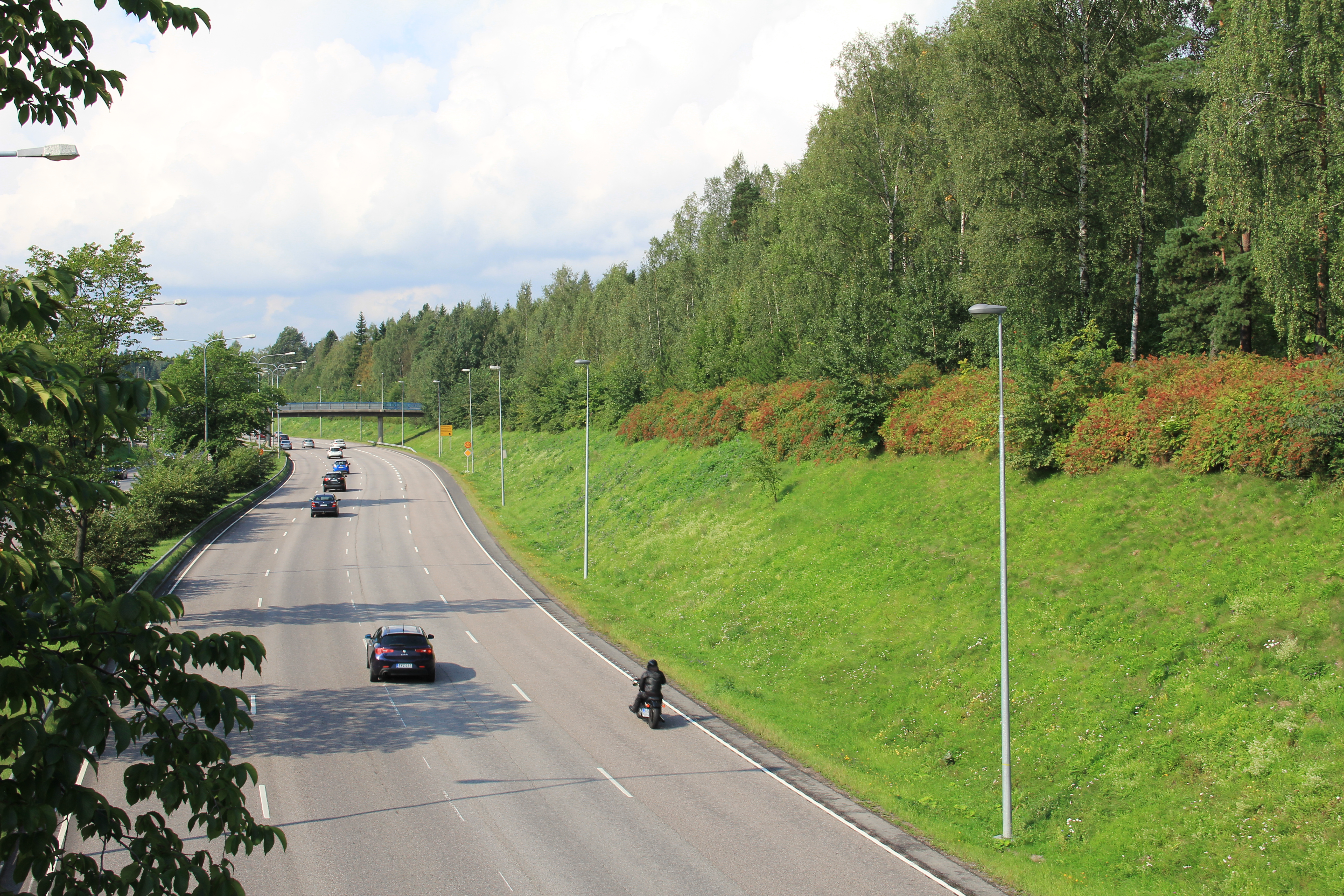
Le parc de Pakila vu du pont piétonnier sur le Kehä I.